# Kōtoku
Kōtoku (孝徳天皇?, Kōtoku-tennō; 596 – 24 novembre 654) è stato il 36º imperatore del Giappone secondo il tradizionale ordine di successione.

## Biografia
Regnò dal 12 luglio 645 sino al 654 anno della sua morte. Discendeva dall'imperatore Bidatsu ed era figlio di Chinu no ōkimi. Fra le sue compagne la principessa Hashihito (間人皇女? , ?-665), figlia dell'imperatore Jomei. Sua sorella era l'imperatrice Kōgyoku.